# Un año de conciertos
Un año de conciertos es un video formato VHS del cantautor pop mexicano Luis Miguel. En él se muestran los conciertos y presentaciones que dio el artista durante 1989 por varias ciudades de México luego de haber lanzado su álbum Busca una mujer.
El video contiene alrededor de 80 minutos de concierto además de otros 5 minutos con una entrevista a Luis Miguel incluida. 

## Lista de canciones interpretadas
1. Presentation
2. Soy como quiero ser
3. Sunny
4. Yesterday
5. Es mejor
6. Culpable o no
7. Ahora te puedes marchar
8. Pupilas de gato
9. Soy un perdedor
10. Cucurrucucú Paloma
11. La incondicional
12. Perdóname
13. Yo que no vivo sin ti
14. Isabel
15. Separados
16. Por favor señora
17. Un hombre busca una mujer
18. Entrégate
19. Palabra de honor
20. Cuando calienta el sol